# Horst Jungmann (Fußballspieler)
Horst Jungmann (* 5. November 1934) ist ein ehemaliger Fußballtorhüter.

## Laufbahn
Der Torhüter der KSC-Amateure, Horst Jungmann, zeichnete sich insbesondere im Wettbewerb des Länderpokals in der Saison 1954/55 in der Auswahl von Nordbaden in den Spielen gegen Württemberg (4:1), Rheinland (4:1) und den späteren Cupsieger aus Bayern (0:4) aus. Im Feld wurde Nordbaden von Horst Kunzmann und Max Schwall angeführt. Zur Runde 1956/57 wurde er in den Kader der Oberligamannschaft der Elf vom Wildparkstadion übernommen. Rudi Fischer war die unumstrittene Nummer eins im KSC-Tor. Beim 4:0-Heimsieg am 17. März 1957 gegen Schwaben Augsburg debütierte Jungmann in der Oberliga. Vor ihm agierten in der Defensive das Verteidigerpaar Wilhelm Dimmel und Walter Baureis und die Läuferreihe mit Heinz Ruppenstein, Werner Hesse und Werner Roth. Am Rundenende hatte der Reservist fünf Spiele absolviert und der KSC hatte die Runde als Tabellendritter abgeschlossen. Beim Meisterschaftsgewinn 1957/58 bestritt Fischer alle 30 Spiele im Gehäuse des KSC. Als die Nummer eins in der Serie 1958/59 durch Krankheit und Verletzung ausfiel, kam Jungmann zu 15 Einsätzen, Fischer auf 14 Spiele und der ehemalige Jugendnationalspieler Rolf Bierhoff stand in einem Oberligaspiel im KSC-Tor. Auch beim Titelgewinn in der Saison 1959/60 fiel der aktive Beitrag von Jungmann bescheiden aus, nur in einem Spiel durfte er Rudi Fischer vertreten. Im Süddeutschen Pokal dagegen, war er in den zwei Halbfinalspielen am 26. Juni beziehungsweise 3. Juli in Augsburg gegen den 1. FC Nürnberg im Tor. Das erste Spiel endete nach Verlängerung 2:2, das zweite gewann der KSC mit 2:1 Toren. Im Finale am 30. Juli 1960 in Mannheim gegen Eintracht Frankfurt, Karlsruhe gewann mit 2:1 Toren, stand aber schon der Nachfolger von Fischer, Manfred Paul, im KSC-Tor. Auch im DFB-Pokalhalbfinalspiel am 5. Oktober im heimischen Wildparkstadion gegen den FK Pirmasens war beim 2:0-Erfolg die Rangfolge im KSC-Tor klar, Paul stand im Tor. Vier Tage vor dem Endspiel um den DFB-Pokal, am 1. Oktober verletzte sich aber Paul beim 4:1-Heimsieg gegen den VfB Stuttgart so anhaltend, dass er erst wieder ab dem 11. Dezember 1960 in das KSC-Tor zurückkehren konnte. Jungmann stand mit dem KSC am 5. Oktober 1960 im Finale um den DFB-Pokal, welches die Badener mit 2:3 gegen Borussia Mönchengladbach verloren.
Jungmann bestritt von 1956 bis 1961 28 Spiele für den Karlsruher SC in der Oberliga Süd.